# 日蓮主義
日蓮主義（にちれんしゅぎ、英: Nichirenism）とは、日本仏教における日蓮の妙法蓮華経（法華経）至上主義の理念を、国柱会の創設者・田中智学と顕本法華宗元管長・本多日生を中心に明治期に近代主義的に体系化した仏教思想である。

## 概説
「日蓮主義」という用語はもともと田中智学の造語であり、1901年（明治34年）に国柱会（当時・立正安国会）の機関誌「妙宗」において初めて用いられ、智学はその定義を「宗教並にいえば日蓮宗といい、所依の経に就いては『法華宗』とも称し来ったのだが、純信仰の立場よりも広い意味に、思想的又は生活意識の上にまで用いようとして、これを一般化して日蓮主義と呼倣した」とした。
このように日蓮主義とは、日蓮仏教の思想を単に信仰上の問題のみに限定することなく、政治・経済・文化・芸術などの幅広い社会的な領域へ押し広げようとする外発的な運動であった。智学は従来の寺檀制度や僧侶中心の枠組みではこうした社会性を担えないとして、在家主義の立場から、すべて生活、信仰の根本になる基板を「日蓮主義」として創出した。

## 展開
日蓮主義の根幹には、近世の日蓮宗一致派の教学を代表する優陀那院日輝らの摂受中心の現実主義路線への反発意識が根強くあり、宗祖・日蓮の幾度に及ぶ果敢な国主諌暁による法華経の広宣流布への積極性に還ろうとする折伏主義の理念があった。そのため、実際の政治に対する働きかけが活発であり、天皇を中心とした日本の近代化の流れの中で、国家主義、国体思想への関わりを深く持つようになった。廃仏毀釈の影響で低迷する宗門も、日清戦争、日露戦争の日本の勝利による愛国的な時世に即する形で、日蓮主義のそうした強い政治性にコミットを深めた。
日蓮主義は上記のとおり国柱会の田中智学による独自の概念であったが、同じく日蓮仏教の改革運動に活躍した顕本法華宗の本多日生や、更には旧来の身延山久遠寺を中心とした伝統教団においても広く用いられるようになった。こうして日蓮主義という概念は戦前の日蓮仏教界の中で大きなブームを巻き起こしたが、あまりに広く流布したため、元祖である国柱会の田中智学やその弟子の仏教学者・山川智応（後に本化妙宗連盟を設立）らは自らの思想を「純正日蓮主義」として他の日蓮主義と区別しようとした。

## 思想
上記のように、戦前において日蓮主義という語が乱用されるに至って、その思想も大きく多様性をはらむものになった。日蓮主義の中心にいた田中智学や本多日生にも思想的な差異が少なからず見られ、彼らの門下であった妹尾義郎は、両者の思想に飽きたらず、新たに妹尾独自の社会主義的日蓮主義によって「新興仏教青年同盟」を組織した。また、日蓮宗の僧侶であった清水梁山は智学の国体観をラディカルに突きつめ「天皇本仏論」を唱えたりもした。以上のように日蓮主義には大きく3つの性格があり、
1. あくまでも「妙法蓮華経如来寿量品」における「久遠実成大恩教主である釈迦牟尼仏」を根本の信仰対象とし、その釈尊の命を受けた本化上行菩薩・日蓮を宇内の大元帥として皇室がそれに帰依することによって、日本を真の神国ならしめ、臣民ならびに世界中の人々を折伏教化することを目指す。
2. 法華経における久遠実成の本仏の覚体は皇祖神そのものであり、すなわちその末裔たる天皇その人こそ久遠実成の本師であるため、天皇を教主として宇内の折伏教化、広宣流布を目指す。
3. 上記のような、日蓮主義＝国粋主義、天皇主義の構図にとらわれず、釈尊と日蓮および妙法蓮華経（法華経）の教えに忠実にして、社会の福祉や慈善活動につとめ民衆を教化する。

1.の思想が基本的な戦前の日蓮主義思想であり、天皇といえども正法（妙法蓮華経）に帰依しない限り「賢王」でありえず、天皇、大臣、国民そろって南無妙法蓮華経と唱える時こそ、真の広宣流布の時であるという思想である。字義通り、これは日蓮が記したとされる「三大秘法抄」を忠実に実現させた形であった。特に国柱会会員で、後に独自の日蓮思想を育んだ石原莞爾は、天皇よりも日蓮のほうが圧倒的に偉大だと認めている。
しかし、戦前日本において、仏陀や日蓮が天皇よりも上位概念にあり、天皇すら折伏の対象であることは、より強固な国家主義者らに少なからぬ反発を招き、2.のように皇室の皇祖皇宗そのものが久遠実成の本師であり、天皇がすべての教主であるという思想を生んだ。日蓮宗は当時、地方の寺院から発掘された曼荼羅本尊の題目の下に、天皇を転輪聖王（釈迦の祖先）とする記述があり、日蓮が天皇＝本仏という思想を有していた重大な本尊として皇室へ奉納し、事実上、天皇本仏論を認めた。
これに対して、当時から清水龍山（清水梁山とは同時代の別人）などの学僧・研究者らが、日蓮の思想との齟齬を指摘して偽作説を主張し、後に正式に後世の人物による偽作と認められ、日蓮宗は戦前の国家主義への迎合への反省から天皇本仏論はもちろん、日蓮主義そのものを撤回した。戦後の日蓮宗における教学史はこうした「国家主義的な」日蓮主義運動への反省と総括によって発展した側面が大きい。1.と2.の間には大きな差異があるが、共通していることは、衆生を教化する「大元帥」が日蓮・天皇のいずれであっても、両者が「日本」という国土において降誕せしめたことに、「日本が神州たる所以」という国粋的な主張を内包している点である。
3.の性格は主に、大正時代に活発化した労働争議や大正デモクラシー、自由主義運動と呼応する形で、過度な国家主義的性格を排除することによって発展した。その中心には前述の妹尾義郎や、日隆門流（八品派）の流れを組み、独自の「現証利益」と呼ばれる一般大衆向けの教義を構築して、新宗教・本門佛立宗の開祖となった長松清風などがいる（現在、唯一教団名に日蓮主義を冠している日蓮主義佛立講も長松清風の門下による分派である）。
長松による日蓮主義は、原理主義、純粋主義で、智学や日生らのそれとは逆に国体思想や国家神道、それに基づく神社参拝などの行為すべてが日蓮の教えに背く謗法とされた。直接の関係はないが日蓮主義との間接的な影響が見受けられる創価教育学会（のちの創価学会）の牧口常三郎は、伊勢神宮の神札を拒否して治安維持法違反で逮捕された。

## 現在
日蓮主義の口火を切った田中智学が「宗門の維新」を著して伝統宗門の閉鎖性を非難し、在家主義の立場からラディカルな宗教改革・政治改革を行おうとし、瞬く間に明治、大正、昭和前期に脚光を浴びた日蓮主義であったが、智学らの思想に内包された国家主義思想が戦前日本の民族主義的な時世と相乗効果を起こし、伝統宗門なども駆けこむようにして日蓮主義を異口同音に唱える複雑な環境を生んだ。
しかし戦後一転して、天皇の人間宣言などによるGHQの国体神話解体によって日蓮主義の信仰基盤は崩壊し、多くの日蓮系教団は戦後民主主義に則った日蓮主義そのものの反省に向かった。皮肉にも田中智学が当初目指していた政治・経済・文化・芸術を通して広く大衆を教化するというメソッドは、戦後体制と同時に成長した創価学会や霊友会系教団によって継承され、高度経済成長期の労働人口の増加に合わせて、それらの教団に活況を呼ぶことになった。しかしながら、田中智学の国柱会や山川智応による本化妙宗連盟など、微弱な勢力ではあるが現在でも日蓮主義を標榜する教団の活動は継承されている。日蓮主義の柱の一つであった「国家主義」の信憑性が揺らぐ現在において、日蓮主義の在り方は未だなお、解明しつくされていない。

## 関連人物
- 田中智学
- 本多日生
- 山川智応
- 長松清風
- 妹尾義郎
- 石原莞爾
- 宮沢賢治
- 高山樗牛
- 佐藤鉄太郎
- 小笠原長生
- 井上日召
- 北一輝
- 牧口常三郎 - 国柱会や天晴会などの講演を聴講しその後日蓮正宗に入信。

## 関連団体
- 本化妙宗連盟
- 顕本法華宗
- 本門佛立宗
- 東亜連盟
- 立憲養正会
- 統一団
- 天晴会
- 皇道派
- 民族派